# L'Atgièr
L'Atgièr (en francès Lajo) és un municipi francès situat al departament del Losera i a la regió d'Occitània.